# 青年共产主义联盟 (古巴)
青年共产主义联盟（西班牙語：Unión de Jóvenes Comunistas，缩写为UJC）是古巴共产党的青年翼，成立于1962年4月。年龄在15岁—30岁之间的古巴青年可自愿加入，并须经过组织挑选。据2006年统计，该组织现有60万名成员。
该组织是世界民主青年联盟成员，与世界上的218个组织具有联系，同时还参与了另外14个国际组织。机关报为《起义青年报》。
古巴共产主义青年联盟还负责指导何塞·马蒂先锋组织的工作。目前，该组织的书记处第一书记是卡里达·梅伊维斯·埃斯特韦斯·埃切韦里亚。

## 历史
原来的古巴共产党曾于1928年建立青年共产主义联盟。古巴革命后，切·格瓦拉创立了“起义青年协会”。1962年4月4日，在菲德尔·卡斯特罗的建议下，成立了青年共产主义联盟。

## 组织
根据2004年第8次团代表大会通过的决议，每4年举办团大会，国家管理局由10-15人组成书记处，同时每年举行两次国家委员会会议，每个省每年举行三次省级会议，每个市每年举行四次市级会议。

## 象征
- 盟徽由胡利奥·安东尼奥·梅利亚、卡米洛·西恩富戈斯和切·格瓦拉的头像组成。

- 联盟的口号是：“学习、工作、步枪”。